# (9954) Brachiosaurus
(9954) Brachiosaurus es un asteroide que forma parte del cinturón de asteroides y fue descubierto por Eric Walter Elst desde el Observatorio de La Silla, Chile, el 8 de abril de 1991.

## Designación y nombre
Brachiosaurus fue designado al principio como 1991 GX7.
Más tarde, en 2002, se nombró por el brachiosaurus, uno de los mayores dinosaurios conocidos.

## Características orbitales
Brachiosaurus orbita a una distancia media del Sol de 2,759 ua, pudiendo alejarse hasta 3,123 ua y acercarse hasta 2,394 ua. Tiene una inclinación orbital de 9,086 grados y una excentricidad de 0,1321. Emplea 1674 días en completar una órbita alrededor del Sol. El movimiento de Brachiosaurus sobre el fondo estelar es de 0,2151 grados por día.

## Características físicas
La magnitud absoluta de Brachiosaurus es 13,3.